# Mariana (cité romaine)
Pour les articles homonymes, voir Mariana.
Mariana est une cité notable de la province romaine de Corse jusqu'à sa ruine au VIIe siècle ; située sur le territoire de la commune actuelle de Lucciana (Haute-Corse), elle est restée le siège du diocèse de Mariana jusqu'au transfert de celui-ci à Bastia en 1570.

## L'origine de Mariana

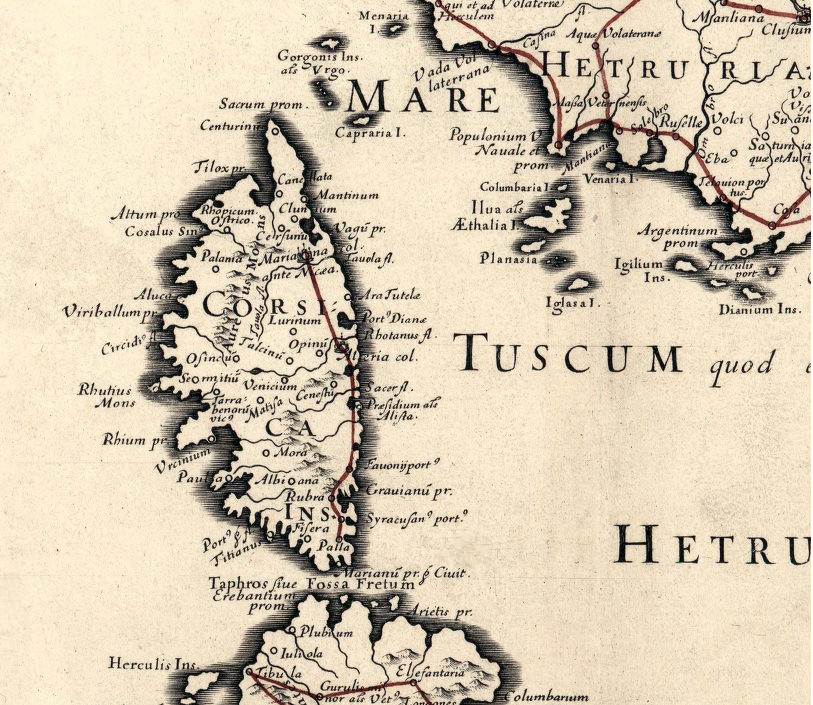
La Corse romaine (fond de carte 17e s.)

Au Ier siècle av. J.-C., il y aurait eu en Corse deux colonies romaines : Mariana fondée par Marius et Aléria par Sylla. Si nous en croyons Sénèque, il s'agirait de colonies de citoyens romains (civium Romanorum coloniae).

Dans son ouvrage La Corse dans l'Antiquité et le Haut Moyen Âge, Xavier Poli pense que « la colonie militaire de Mariana, fondée par Marius, vers l'an 100 avant Jésus-Christ, sur l'emplacement de Nicaea, a dû essaimer de bonne heure, puisque Ptolémée nous apprend que sur la côte occidentale se trouvait le promontorium et oppidum Marianum, comprenant le domaine de Campo-Moro et le territoire de la commune de Grossa, régions dans lesquelles nous trouvons le nom significatif de Mariana ».
Gregori, historien corse comme l'étaient Cyrnæus, Giustiniani, Anton Pietro Filippini, Limperani, etc., avec son incontestable compétence écrit Poli, pense que Mariana était une colonie civile et Aléria une colonie militaire. Pour lui, Mariana ne peut être classée parmi les colonies militaires puisque, à sa connaissance, leur création ne daterait que de Sylla.
Il est cependant plus vraisemblable qu'Aleria était une véritable colonie au statut juridique régulier ainsi qu'en témoigne sa titulature, tandis qu'aucune source ne permet de conclure que Mariana était autre chose qu'une colonie « irrégulière » et non reconnue par le Sénat, fondée par un général factieux, Marius.

## La colonie de Mariana

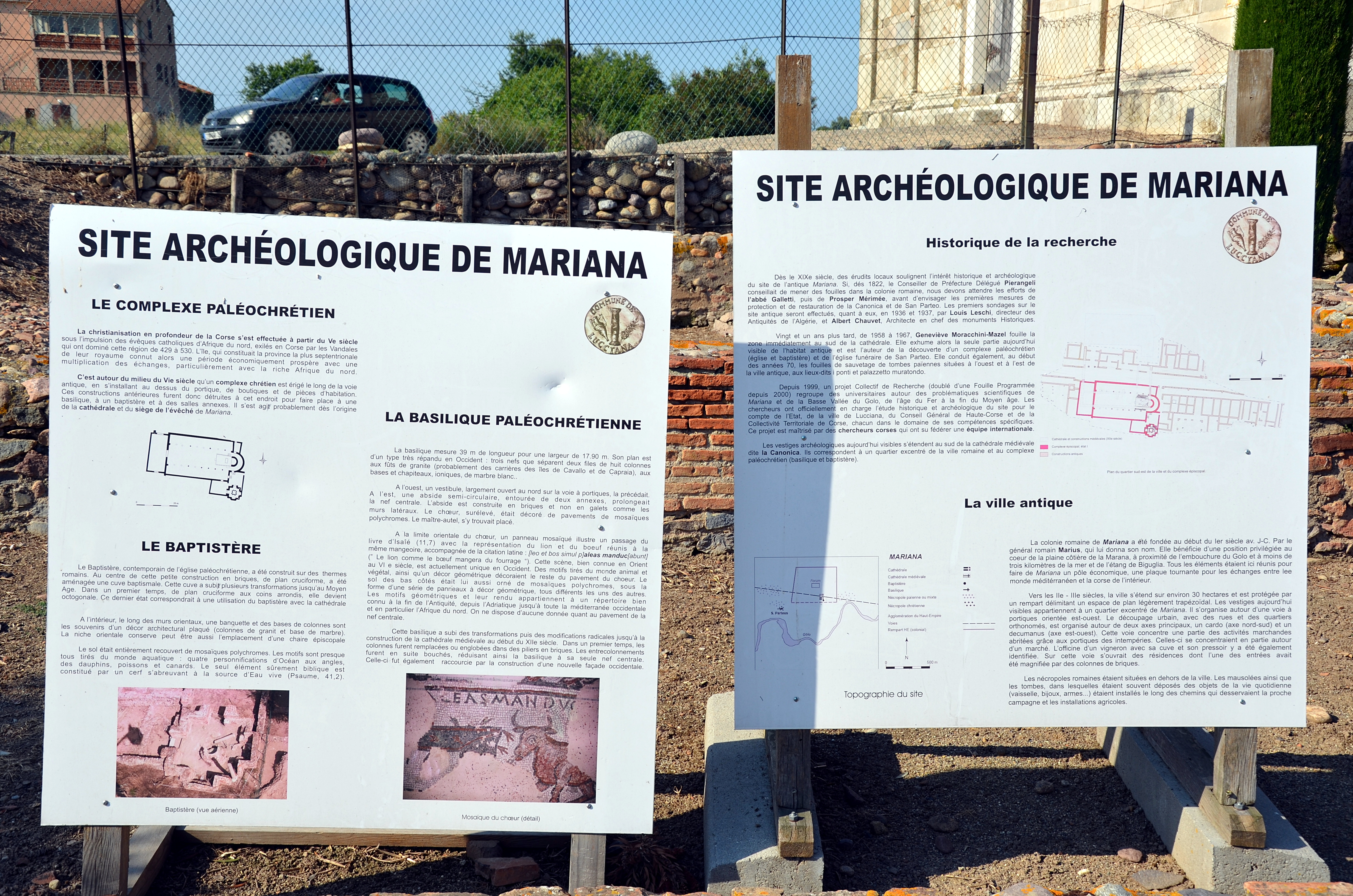
Site archéologique de Mariana

Le site était habité par « les Mariani dont le territoire répondait aux anciens pays de Marana et de Moriani, étaient des colons romains. Ils représentaient les conquérants, dans toute leur avidité. Peu à peu ils ont refoulé les indigènes vers les hauts plateaux ». À l'ouest des Mariani, les Licnini (Casacconi ?) occupaient le bassin moyen du Golo.
Au sud, entre les colons de Mariana et ceux d'Aléria, les Opini occupaient le territoire d'Opino.
Outre le fait qu'ils soient de bons cavaliers et bons fantassins, les Corses  étaient aussi d'excellents marins. Aléria et Mariana étaient deux stations de la flotte de Misène dans l'île. Un triérarque des galères exerçait le commandement de la flottille.
Avec le temps les colonies de Mariana et d'Aléria sont devenues des écoles d'agriculture pour les peuplades voisines.

### Situation géographique
Ptolémée plaçait Aléria et Mariana, sur les bords de la mer. De nos jours, Mariana se trouve à 3 km environ à l'intérieur des terres, sur la commune de Lucciana, à 1 km de l’aéroport international de Bastia Poretta. Sur ses cartes topographiques, l'emplacement de Mariana oppidum est indiqué sur le Golo.
Il est admis qu'au IIe siècle de notre ère, Mariana et Aléria étaient encore des ports de mer et que la partie de la côte orientale corse, comprise entre les embouchures du Fium'Alto et du ruisseau San Regino, s'étendait du Sud au Nord, suivant la ligne San Pellegrino, Cardice, Mariana, Campo d'Agnello et l'embouchure du Bevinco.
Autre nom de lieu mentionné par Ptolémée dont l'emplacement est indiqué par les cartes topographiques : Vagum promontorium (Var. Anagum). Ce lieu est généralement identifié avec la Pointe d'Arco,.

### La cité de Mariana

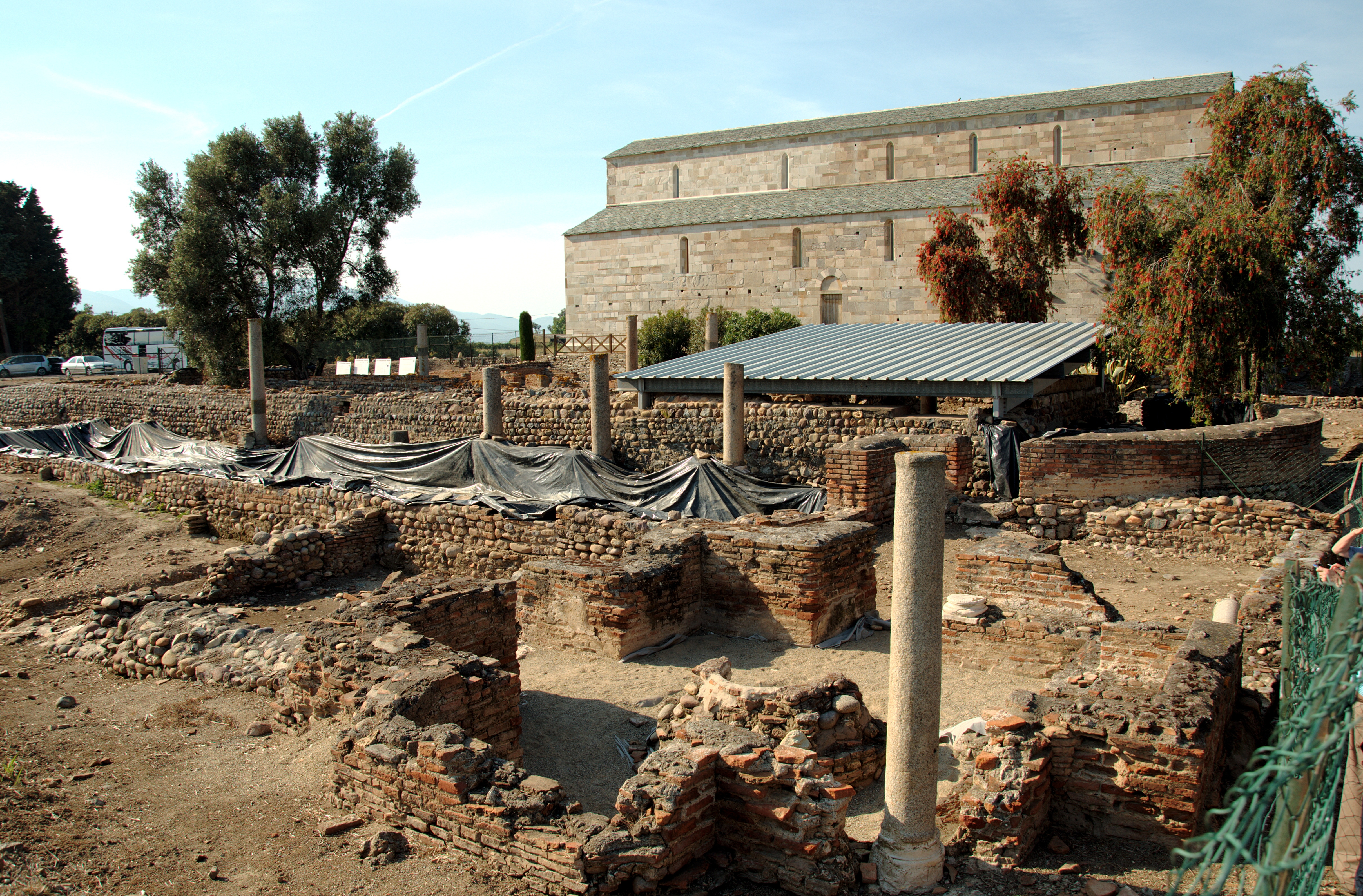
Le site archéologique de Mariana

Les fouilles conduites de 1958 à 1967 par Geneviève Moracchini-Mazel, auteur de la découverte du complexe paléochrétien (église et baptistère) et de l'église funéraire de San Parteo voisine, ont permis d'exhumer au sud de l'actuelle cathédrale, la seule partie aujourd'hui visible de l'habitat antique.
Aux IIe et IIIe siècles la ville qui s'étend sur une trentaine d'hectares, est protégée par un rempart délimitant un espace de plan légèrement trapézoïdal. Les vestiges visibles de nos jours appartiennent à un quartier excentré de Mariana. Celui-ci s'organise autour d'une voie à portiques orientée est-ouest. Le découpage urbain, avec des rues et des quartiers orthonormés, est organisé autour de deux axes principaux, un cardo (axe nord-sud) et un decumanus (axe est-ouest). Cette voie concentre une partie des activités marchandes abritées des intempéries grâce aux portiques. [...] Les nécropoles étaient situées hors de la ville.
Au milieu du VIe siècle un complexe chrétien est érigé à Mariana, le long de la voie antique à portiques, avec basilique et baptistère, boutiques et habitations. Détruite par les Vandales et les Lombards, la basilique épiscopale fut reconstruite à l'époque romane.
La cité de Mariana est classée Monument historique par arrêté du 27 juin 1991, les vestiges du mur d'enceinte ayant déjà été classés par arrêté du 22 septembre 1969.
À la fin des années 1990 une équipe d’archéologues dirigée par Philippe Pergola a repris l’étude du site. En 2007, le responsable des fouilles décidait d’arrêter les recherches.
Pour la chrétienté catholique, c'est sur ce site que fut fondé, sans doute au IVe siècle, le diocèse de Mariana soit l'un des premiers de Corse. Il fut créé en lien direct avec le Saint-Siège puis mis sous la gestion de Pise en 1092 et de Gênes en 1130.
Le site fait l'objet d'un projet de valorisation avec création d'un musée de site, labellisé Musée de France. La commune avait espéré une participation de la Principauté de Monaco dans le financement de l'opération au titre d'un mécénat. Sainte Dévote, honorée dans les deux communes, a permis de tisser des liens particuliers (jumelage).
En janvier 2006, des fouilles archéologiques, sur le site de Mezzana, à 3 km de Mariana ont permis de découvrir une petite nécropole rurale du IIIe siècle, pouvant avoir une relation avec un petit établissement agricole repéré à proximité.
Les recherches en cours, qui accompagnent le projet de création d'un musée de site, intéressent l'archéologie du bâti ou recourent au magnétomètre pour révéler de manière non intrusive les quartiers urbains en proximité du complexe proche de la cathédrale.

### Le mithraeum
En 2017, une équipe de l'Institut national de recherches archéologiques préventives (Inrap), dirigée par Philippe Chapon, exhume à Lucciana le premier Mithraeum (sanctuaire dédié au culte de Mithra) identifié en Corse.

### La voie romaine
Aucune route ne sillonnait l'île presque impraticable, avant l'établissement de la voie qui reliait Mariana à Palla (identifié par la plupart des géographes avec Bonifacio), en longeant la côte orientale. La voie romaine de Mariana à Palla une route empierrée (ou chiappata) décrite par l'itinéraire d'Antonin, ne figure pas sur les tables de Peutinger ; sa construction est donc postérieure au règne d'Auguste.
- -259 : Rome libère Alalia du joug des Carthaginois mais fait comprendre qu'il lui faut du blé, des esclaves et des mercenaires… Les Corses, traités en vaincus et non en « libérés », s'insurgent et malgré quelques aides puniques ne peuvent que se faire massacrer.
- -111, la Corse exsangue est pacifiée ; vignes et blés remplacent maintes forêts ; Rome usurpe maints domaines, chassant les Vanacini de la plaine d'Orto, au sud de Mantinum (Bastia). À cette époque Rome crée de nombreuses localités dont Mariana, Mercuri (Luri), Vicus Aureglianus (Rogliano), Nuntia (Nonza)… et organise l'île en pièves, soit environ 200 territoires administratifs[12].

## Le diocèse de Mariana

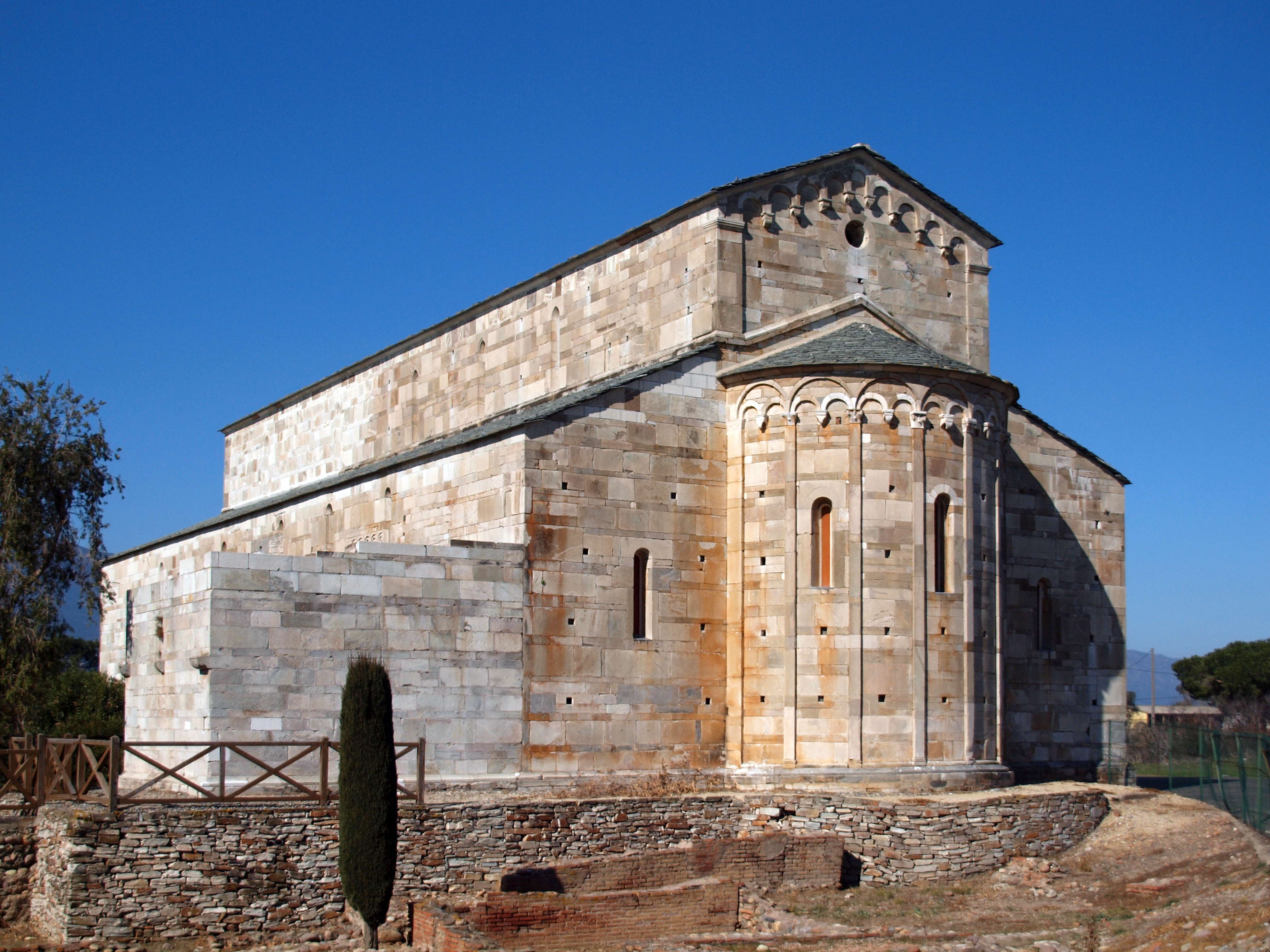
Cathédrale Santa-Maria Assunta

Dès 46, Saint Pierre envoie des missionnaires en Corse. En 59 saint Paul de Tarse parti de Rome pour Narbonne, fait escale à Aléria, Mariana, Clunium, Tamina, Arena (Ersa) et nomme son disciple Eubolus évêque d'Aléria, Parteu évêque de Mariana, Martino Tomitano évêque de Tomino, son disciple Eufrasiu évêque d'Ajaccio… Vers l'an 400 la Corse comptait une quinzaine de diocèses.
Le christianisme s'installe rapidement en Corse. La christianisation a de fait, débuté au Ve siècle sous l'impulsion des évêques catholiques d'Afrique du Nord exilés en Corse par les Vandales qui l'ont dominé de 429 à 530. La Corse était la province la plus septentrionale de leur royaume.
Mariana fut le siège d'un des premiers évêques de l'ile.
Il est problématique de connaître le nom d'évêques avant le VIe siècle. Ughelli cite bien un Catonus, évêque de Mariana, comme ayant assisté au concile d'Arles en 314.